# حسن توران بهاء الدين

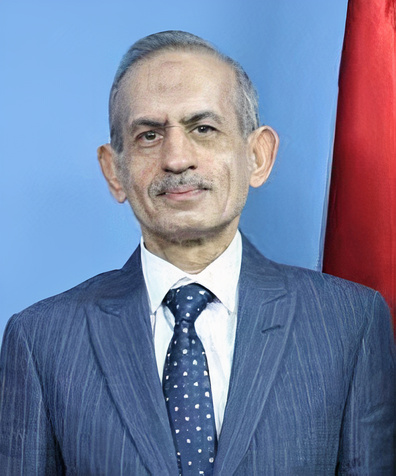
حسن توران

حسن توران بهاء الدين، هو سياسي تركماني عراقي، ونائب رئيس الجبهة التركمانية العراقية وعضو في مجلس النواب العراقي عن محافظة كركوك، شغل سابقا منصب رئيس مجلس محافظة كركوك.

## انتخابات 2014
في الانتخابات البرلمانية العراقية عام 2014 كان حسن توران رئيس قائمة (جبهة تركمان كركوك) المرشح رقم 2 والتي كانت تضم القائمة الأحزاب القومية والاسلامية التركمانية إضافة إلى انضمام المجلس الأحزاب الإسلامي في كركوك إلى نفس القائمة ففاز حسن توران بعضوية البرلمان في المرتبة الثانية في القائمة بعدما كان رئيس الجبهة التركمانية العراقية النائب أرشد الصالحي هو الفائز الأول.